# Fábio Gama
Fábio Gama dos Santos, född 2 oktober 1992, är en brasiliansk fotbollsspelare som spelar för Al-Muharraq.

## Karriär
I juli 2018 värvades Fábio Gama av IFK Värnamo. Han debuterade i Superettan den 6 augusti 2018 i en 1–1-match mot Landskrona BoIS.
I januari 2019 värvades Fábio Gama av Jönköpings Södra IF, där han skrev på ett tvåårskontrakt. I mars 2020 lämnade Fábio Gama klubben.
I oktober 2020 gick Fábio Gama till ghananska Asante Kotoko. I juli 2022 gick han till bahrainska Al-Muharraq.